# Neoplatyura spinosa
Neoplatyura spinosa är en tvåvingeart som först beskrevs av Donald Henry Colless 1966.  Neoplatyura spinosa ingår i släktet Neoplatyura och familjen platthornsmyggor. Inga underarter finns listade i Catalogue of Life.